# Бадовац
Бадовац (алб. Badoc) је насељено место у граду Приштини, на Косову и Метохији. Према попису из 2024. у насељу је живело 33 становника.

## Историја
У Светостефанској хрисовуљи краља Милутина помиње се катун Влаха Воисилец, где је касније до краја 18. века постојао манастир Војсиловица. У девичком катастику помињу се 1779. Срби приложници манастиру Девичу из овог села.
Насеље је до 1878. године било у потпуности насељено Србима, али је након 1878. српско становништво расељено је по околини а село је постало потпуно насељено Албанцима мухаџирима. Након 1912. мухаџири су се иселили у Турску, а у село се поново населило српско становништво.
У атару насеља се налазе Рушевине манастира Војсиловице и Рушевине гробљанске цркве Светог Арханђела.

## Становништво
Према попису из 2011. године, Бадовац има следећи етнички састав становништва:
| Националност | 2011.       |
| Албанци      | 15 (99,30%) |
| Укупно       | 15          |

| Демографија | Демографија | Демографија |
| Година      | Становника  | Становника  |
| ----------- | ----------- | ----------- |
| 1948.       | 116         |             |
| 1953.       | 186         |             |
| 1961.       | 671         |             |
| 1971.       | 280         |             |
| 1981.       | 302         |             |
| 1991.       | 413         |             |